# Cerkev sv. Trojice, Vrhnika
Cerkev Sv. Trojice na Vrhniki je poznorenesančna cerkev. Danes je podružnična cerkev župnije Vrhnika, ki služi izvajanju kulturnih dogodkov.

### Zgodovina
Cerkev se nahaja na griču, ki se dviguje severozahodno nad Cankarjevo rojstvo hišo Na klancu in je registrirana kot del slovenske dediščine. Prvi jo omenja Valvasor v Slavi vojvodine Kranjske, kjer zapiše, da je bila cerkev zgrajena v 17. stoletju kot najmlajša izmed 27 podružničnih cerkva od Godoviča do Bevk. Na bakrorezu Vrhnike lahko vidimo, da je bila že takrat cerkev videti enako kot danes. Edina razlika je, da še ni bila obdana z obzidjem in kapelicami križevega pota. Med letoma 1870 in 1871 so bile narejene predelave, med drugim so bila odstranjena stara topolova vrata, pred sedanjo sliko Sv. Trojice na glavnem oltarju so spravili sliko Quaglija, ki pa je pozneje izginila.

### Opis
Sveta Trojica je enoladijska cerkev z ravno zaključenim križno obokanim prezbiterijem. Ladja ima pravokoten tloris in je dvopolna z banjastim obokom, na vsaki strani pa sta še dve termski okni, ki osvetljujeta prostor. Nad vhodom je empora s tremi križnorebrastimi oboki, ki jo podpirata dva stebra. Zvonik s poznobaročno streho se nahaja na severni strani ob prezbiteriju. Ob ladijskem delu cerkev na zunanji strani najdemo dva arkadna hodnika iz petih pol. Glavno pročelje je členjeno na tri osi s pilastri, visokimi eno nadstropje. Na vsaki strani je dodano krilo, ki zakriva arkadni hodnik za njim. Fasada je dvonadstropna, zaključuje jo dvojni trikotni timpanon. V glavni osi v pritličju najdemo kamnoseško bogato obdelan portal, nad njim v nadstropju pa je veliko termsko okno, še eno manjše ovalno okno pa je nad njim na timpanonu. Levo in desno od portala sta med pilastroma še dve polkrožni niši, kjer sta prvotno stala kipa Matere božje in sv. Janeza Evangelista.

### Avtorstvo in datacija
Arhitekt zaenkrat ostaja neznan. Na podlagi slogovnih primerjav lahko predvidevamo le, da je ta najverjetneje prišel iz Lombardije ali Benetk. Na Kranjsko je prišel posredno iz Gradca po posredovanju donatorja oz. naročnika cerkve, Antona kneza Eggenberga. Točna datacija cerkve je zaenkrat še nejasna, zagotovo pa lahko rečemo, da je nastala okoli sredine 17. stoletja. Leta 1642 so posvetili temeljni kamen cerkve, torej se je okoli tega leta začela gradnja. Ta je morala biti končana do 1654, ko se je zgodila prva vizitacija cerkve. Zadnji konservatorski poseg je Sveta Trojica doživela leta 2015, ko so obnovili njeno fasado in restavrirali kamnite elemente: stebre, portale, okenske okvirje, bifore in baze.

### Cerkvena oprema
Notranjščino sestavljajo trije oltarji: veliki oltar Svete Trojice iz črnega marmorja v prezbiteriju, v ladji pa sta lesena oltarja, na severni strani je posvečen sv. Štefanu, nasproti njega, na južni steni, pa je oltar sv. Antona.

### Cankarjeve omembe cerkve
Ivan Cankar v svojem pisanju večkrat omeni Sveto Trojico. En izmed citatov je obešen na glavni fasadi: »Bela kakor nevesta se sveti na holmu sveta Trojica, razgleduje se po sončni ravni, po tihem, sanjajočem močvirju, do Žalostne gore in do Krima.«  Pripoveduje pa tudi zgodbo o pastirici, ki je pomagala pri gradnji tako, da je nosila vodo iz Ljubljanice k cerkvi na grič. Nekoč se je pri opravilu spotaknila in tako nesrečno padla, da je umrla. Njeno lobanjo naj bi v zahvalo za njen trud vzidali za glavnim oltarjem in po legendi lahko na tem mestu pri odprtini za oltarjem še danes slišimo šumenje vode.